# Derris scandens
Derris scandens är en ärtväxtart som först beskrevs av William Roxburgh, och fick sitt nu gällande namn av George Bentham. Derris scandens ingår i släktet Derris och familjen ärtväxter.

## Underarter
Arten delas in i följande underarter:
- D. s. saharanpurensis
- D. s. scandens

## Bildgalleri

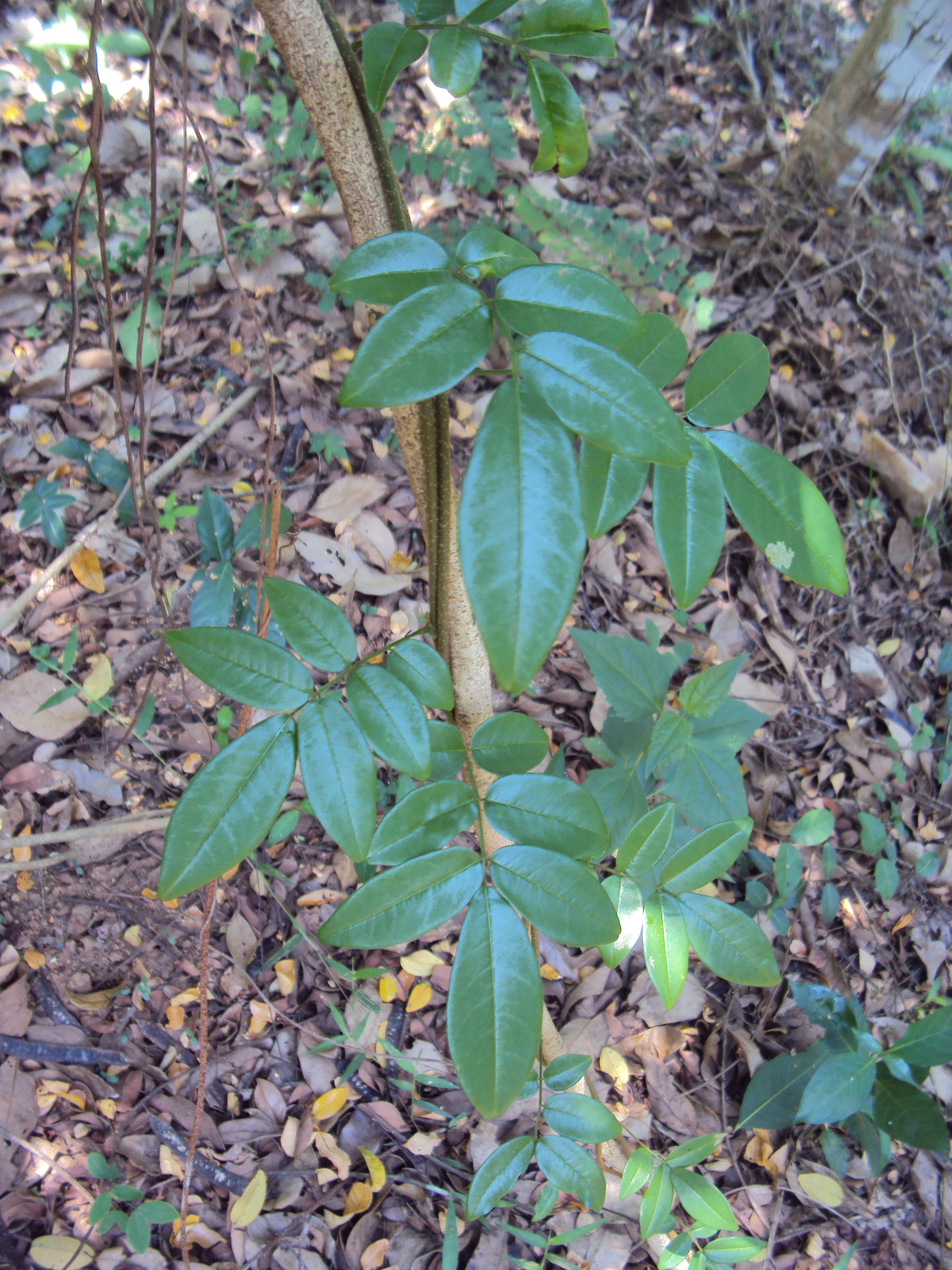
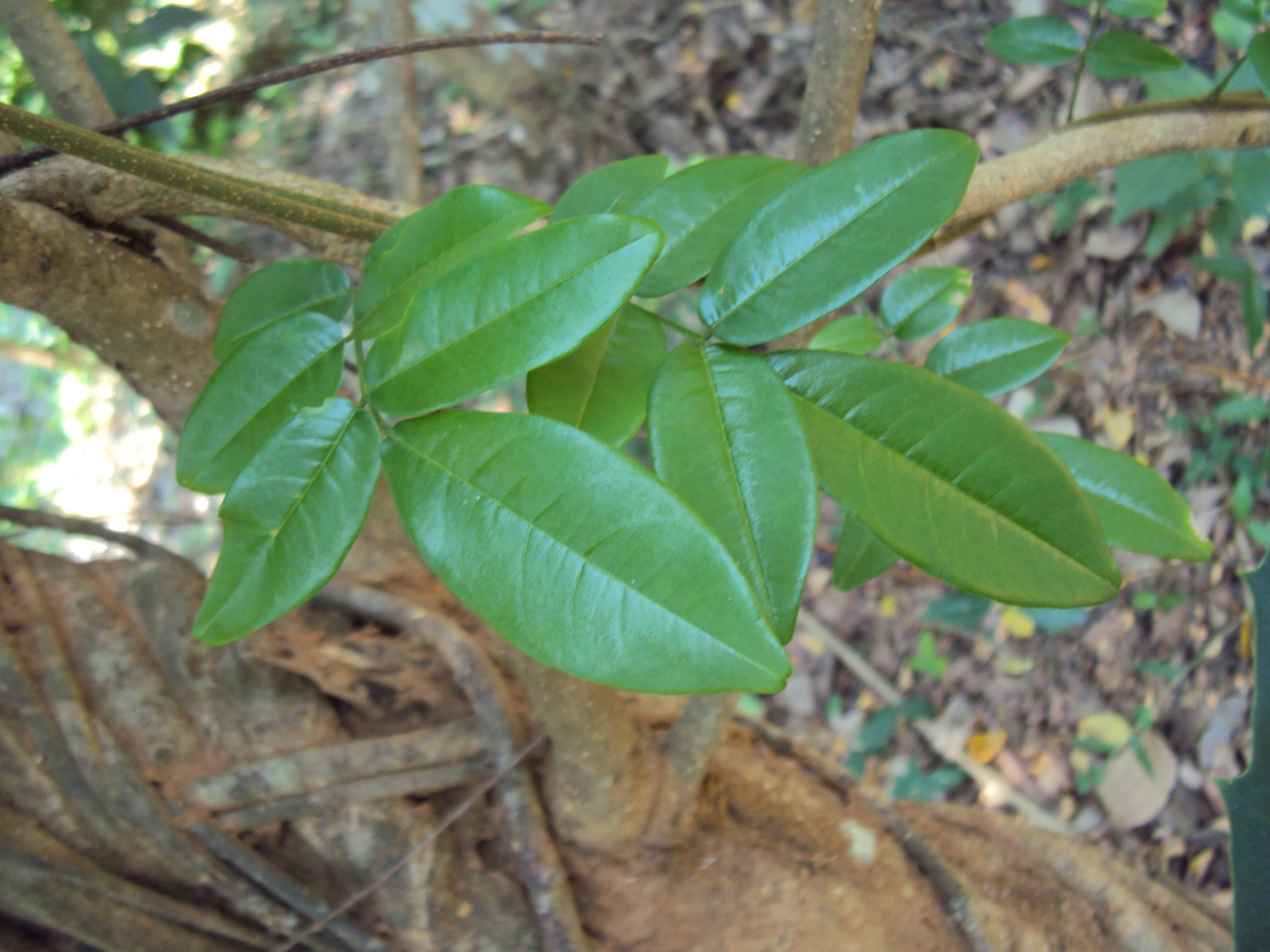
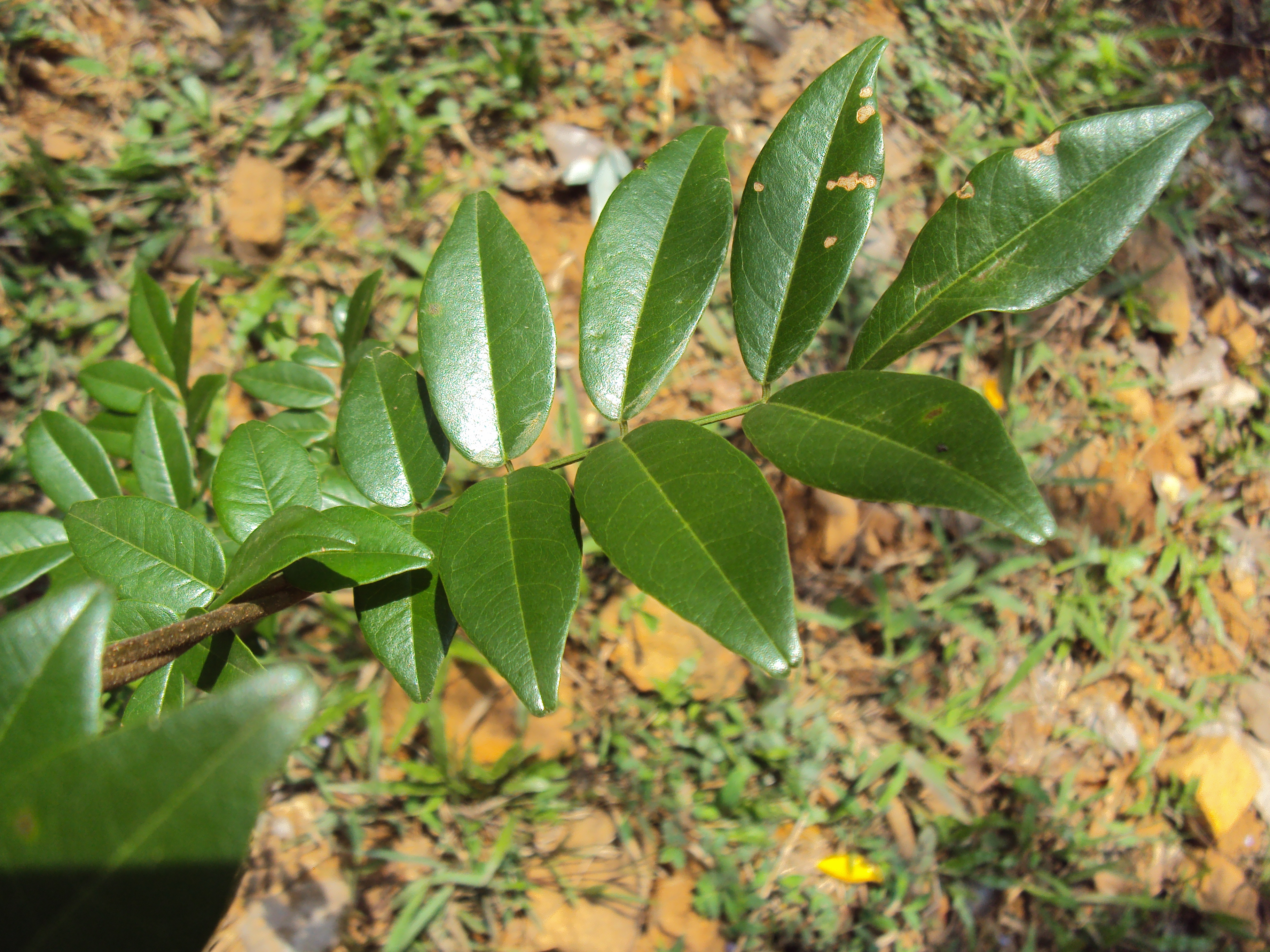
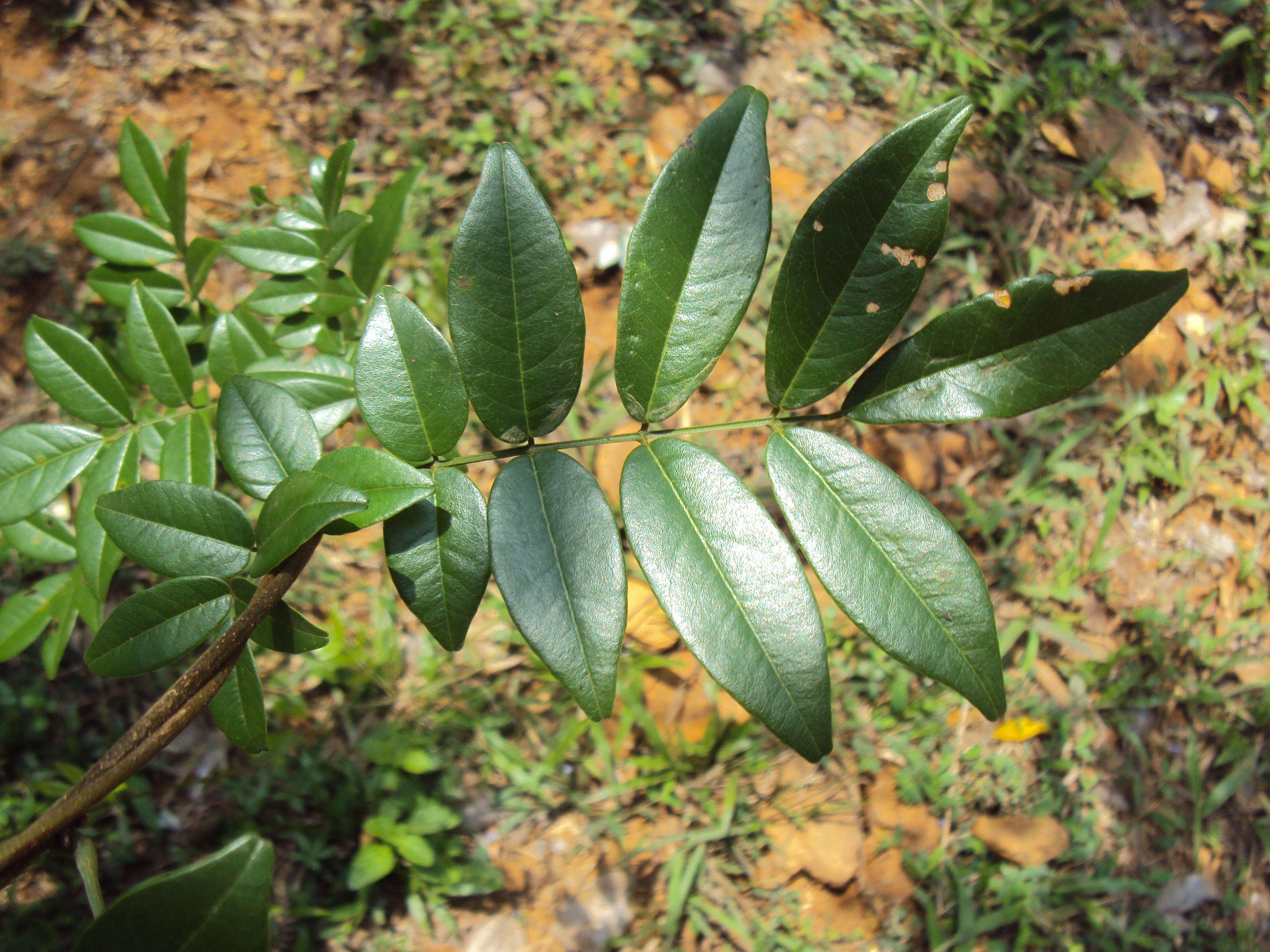